# Vyklantice
Vyklantice (deutsch Wiklantitz) ist eine Gemeinde in Tschechien. Sie liegt 19 Kilometer nordwestlich von Pelhřimov und gehört zum Okres Pelhřimov.

## Geographie
Vyklantice befindet sich am Fuße des Holý vrch (703 m) und Kamenný vrch (626 m), den nordöstlichen Vorbergen des Stražiště (744 m), im Quellgebiet des Smrdovský potok in der Böhmisch-Mährischen Höhe. Östlich erhebt sich der 633 m hohe Altán.
Nachbarorte sind Starý Smrdov im Norden, Tříznicko, Blažnov, Petrovsko und Kramolín im Nordosten, Buřenice im Osten, Babice im Südosten, Útěchovice pod Stražištěm im Süden, Týmova Ves im Westen sowie Kateřinky, Lukavec und Nový Smrdov im Nordwesten.

## Geschichte
Die erste urkundliche Erwähnung des Dorfes erfolgte im Jahre 1410. Bis 1553 gehörte Vielanticum zur Herrschaft Velká Chyška und wurde dann an Václav Mahanec verkauft. Von ihm erwarb Felix Koslov von Košetice das Dorf.
Im 18. Jahrhundert wurde in den Wäldern unterhalb des Holý vrch durch entlassene Sträflinge aus der Festung Peterwardein die Siedlung Kateřinky gegründet.

## Gemeindegliederung
Die Gemeinde Vyklantice besteht aus den Ortsteilen Kateřinky (Katharindorf), Nový Smrdov (Neu Smerdow), Starý Smrdov (Alt Smerdow), Petrovsko (Petrowitz), Nové Vyklantice (Neu Wiklantitz) und Staré Vyklantice (Alt Wiklantitz). Grundsiedlungseinheiten sind Kateřinky, Nový Smrdov, Starý Smrdov und Vyklantice.

## Sehenswürdigkeiten
- Barockschloss Staré Vyklantice, das 1720 für Joachim Graf von Harrach errichtete Bauwerk mit H-förmigen Grundriss ist von einem Park umgeben. Das verfallene Schloss wurde privatisiert und wird schrittweise wiederhergestellt.
- Kapelle der Hl. Anna auf dem Hügel Svatá Anna bei Petrovsko
- Kirche des Hl. Johannes von Nepomuk
- Stražiště mit Wallfahrtskapelle des Hl. Johannes an einer wundertätigen Quelle sowie Fernseh- und Rundfunksender